# Mekongdelta

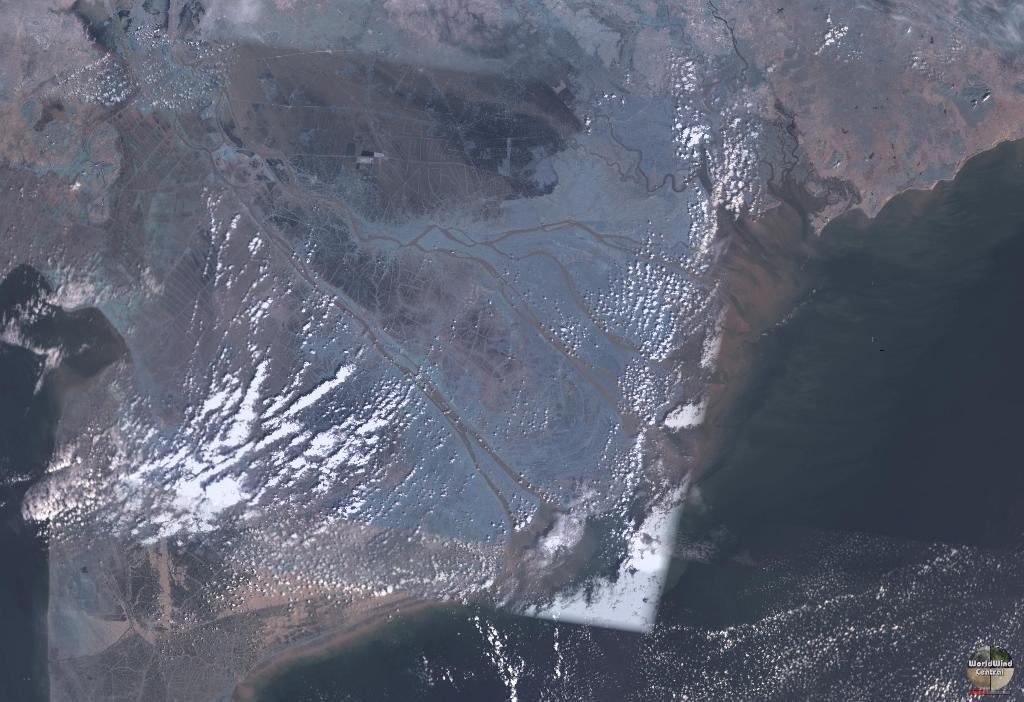
Satellitenfoto des Mekongdeltas

Das Mekongdelta (vietn. Bezeichnungen: Đồng Bằng Sông Cửu Long, „Neundrachenflussdelta“; Vùng đồng bằng Nam Bộ, „Deltaregion des südlichen Landesteils“ bzw. miền Tây Nam Bộ, „der Westen des südlichen Landesteils“) ist eine Region im Südwesten von Vietnam, die vom Flussdelta des Mekong geprägt und danach benannt ist. Der Mekong mündet hier in einem Netz von Flussarmen, die durch einige Kanäle verbunden sind, in das Südchinesische Meer. Das Flussdelta ist durch Sedimentation anstelle einer Meeresbucht entstanden und wächst heute immer noch jährlich um etwa 80 Meter. Es umschließt eine Fläche von ungefähr 39.000 km². Das überschwemmte Gebiet variiert saisonal.

## Vegetation
Im Mekongdelta herrscht niedrige, jedoch üppige und grüne Vegetation vor.
Durch den fruchtbaren Schwemmlandboden ist intensive Landwirtschaft in dem dicht bevölkerten Gebiet möglich, die jährlich eine Produktion von 16 Millionen Tonnen Reis in drei Ernten sicherstellt. Es wird auch deshalb die „südliche Reiskammer Vietnams“ genannt. Zudem werden Nahrungsmittel wie Fisch, tropische Früchte, Gemüse, Zuckerrohr und Kokosnüsse produziert.

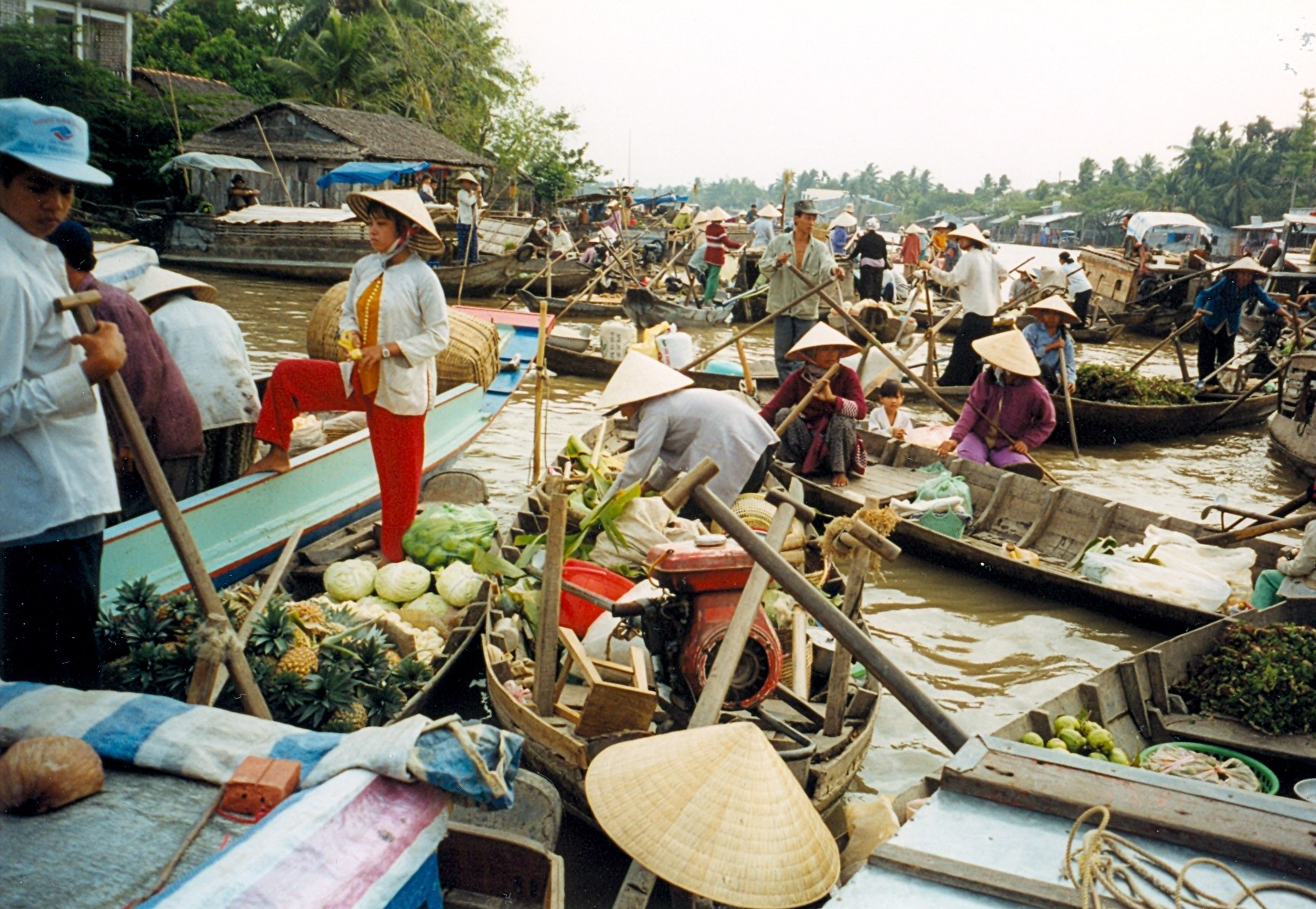
Schwimmender Markt bei Cần Thơ

Die Mangrovensümpfe um die Provinz Cà Mau bilden im Delta einen Gegensatz zu dem nördlich angrenzenden fruchtbaren und dicht besiedelten Gebiet. Die Wasserlandschaft führt dazu, dass die Einwohner zum größten Teil auf dem Wasser arbeiten, wohnen und leben. Jede noch so kleine Hütte hat hier Zugang zu einem Wasserweg, während eine Anbindung an eine befahrbare Straße längst nicht überall gegeben ist.

## Provinzen
Auf dem Gebiet des Mekongdeltas liegen elf vietnamesische Provinzen:
| Provinz    | Hauptstadt | Einwohnerzahl |
| ---------- | ---------- | ------------- |
| Tiền Giang | Mỹ Tho     | 1.660.200     |
| Bến Tre    | Bến Tre    | 1.337.800     |
| Vĩnh Long  | Vĩnh Long  | 1.033.100     |
| Tra Vinh   | Tra Vinh   | 1.002.600     |
| Cần Thơ    | Cần Thơ    | 1.112.000     |
| Sóc Trăng  | Sóc Trăng  | 1.234.300     |
| Đồng Tháp  | Cao Lanh   | 1.626.000     |
| Bạc Liêu   | Bạc Liêu   | 0.777.900     |
| Cà Mau     | Cà Mau     | 1.181.200     |
| An Giang   | Long Xuyen | 2.146.800     |
| Kiên Giang | Rach Gia   | 1.606.600     |

## Bevölkerung
Hauptsächlich besteht die Bevölkerung des Deltas aus Vietnamesen. Etwa fünfzehn Prozent sind Khmer und fünf Prozent sind Hoa. In einigen Regionen lebt die Minderheitsgruppe der Cham. Es leben in dieser Region unterschiedlichste Religionsangehörige zusammen wie z. B. Buddhisten, Anhänger des Cao Đài, Hòa Hảo, Katholiken und Muslime.

## Geschichte
Das Deltagebiet des Mekong wurde im 18. und 19. Jahrhundert nur schwach besiedelt, da großflächige Seuchen herrschten. Es gehörte zunächst zum Königreich der Khmer und wurde später von der vietnamesischen Lê-Dynastie und endgültig von der Nguyễn-Dynastie an Vietnam angegliedert. Es wird heute noch von den Kambodschanern „unteres Kambodscha“ (Kamputschea Krom) genannt. Der großflächige Reisanbau wurde erst in der französischen Kolonialzeit begonnen, wobei die Anbaufläche bis 1930 um etwa das Zehnfache vergrößert wurde. Während des Vietnamkriegs war das Mekongdelta einer der Hauptschauplätze der Kämpfe zwischen den NLF-Guerilleros und den US-Streitkräften.
Die Roten Khmer beanspruchten das Mekongdelta aus den genannten historischen Gründen und griffen wiederholt das vietnamesische Grenzgebiet an. Verschleppte Vietnamesen wurden häufig im berüchtigten Gefängnis S-21 ermordet (im Tuol-Sleng-Genozid-Museum sind ihre Fotos ausgestellt). Diese Aggressionen bildete die wohl wichtigste Begründung für den Einmarsch vietnamesischer Truppen in Kambodscha im Jahr 1978, der zum Sturz der Roten Khmer führte.